# Tunapa
Tunapa ist eine Ortschaft im Departamento Oruro im Hochland des südamerikanischen Anden-Staates Bolivien.

## Lage im Nahraum
Tunapa ist zentraler Ort im Kanton Tunapa im Municipio Sabaya in der Provinz Sabaya. Die Ortschaft liegt auf einer Höhe von 3765 m am Fuß des Cerro Chokho Chokoni (4522 m), etwa dreißig Kilometer südlich des Río Lauca, der zum Salzsee Salar de Coipasa hin fließt.

## Geographie
Das Klima in der Region ist semiarid, der Jahresniederschlag liegt bei nur 200 mm (siehe Klimadiagramm Sabaya). Von April bis November herrscht Trockenzeit mit Monatswerten von weniger als 10 mm Niederschlag, die Feuchtezeit im Sommer ist kurz und der Regen wenig ergiebig. Die Jahresdurchschnittstemperatur liegt bei knapp 7 °C ohne wesentliche Schwankungen im Jahresverlauf, aber mit starken Tagesschwankungen und häufigem Frostwechsel.
Die Vegetation in der Region entspricht der semiariden Puna. Sie ist baumlos und setzt sich vor allem aus Dornsträuchern, Gräsern, Sukkulenten und Polsterpflanzen zusammen. Wirtschaftlich wird sie als Lama-, Alpaka- und Schafweide genutzt.

## Verkehrsnetz
Tunapa liegt in einer Entfernung von 209 Straßenkilometern südwestlich von Oruro, der Hauptstadt des Departamentos.
Von Oruro aus führt die unbefestigte Nationalstraße Ruta 12 über Toledo, Ancaravi und Huachacalla nach Esmeralda und von dort weiter über Sabaya nach Pisiga an der chilenischen Grenze und nach Colchane in Chile. In Esmeralda zweigt eine unbefestigte Piste in westlicher Richtung von der Ruta 12 ab und führt über Yunguyo nach Negrillos. Vier Kilometer vor Negrillos zweigt eine Piste nach Süden ab und erreicht Tunapa nach sieben Kilometern.

## Bevölkerung
Die Einwohnerzahl der Ortschaft ist in den vergangenen beiden Jahrzehnten deutlich angestiegen:
| Jahr | Einwohner | Quelle       |
| ---- | --------- | ------------ |
| 1992 | 30        | Volkszählung |
| 2001 | 95        | Volkszählung |
| 2012 | 131       | Volkszählung |
| 2024 |           | Volkszählung |

Die Region weist einen hohen Anteil an Aymara-Bevölkerung auf, im Municipio Sabaya sprechen 62,9 Prozent der Bevölkerung Aymara.